# Зимниці (Перемишльський район)
Зимниці (рос. Зимницы) — присілок в Перемишльському районі Калузької області Російської Федерації.
Населення становить 80 осіб. Входить до складу муніципального утворення Село Грем'ячево.

## Історія
Від 2004 року входить до складу муніципального утворення Село Грем'ячево

## Населення
| 2002 | 2010 |
| ---- | ---- |
| 88   | ↘80  |